# Gura Cornei, Alba
Gura Cornei este o localitate componentă a orașului Abrud din județul Alba, Transilvania, România.